# 周令钊
周令钊（1919年5月2日—2023年1月3日），湖南平江人，中华人民共和国画家、设计师。

## 生平
周令钊生于平江县，自幼受当国画教员的母亲影响，喜爱美术。1929年，因军阀混战，周令钊随家人迁居长沙。1931年九一八事变后，正在长沙中学附小就读的周令钊随老师用美术字书写抗日标语，画宣传画。高小毕业时，跳过初中，考入华中美专，后来进入武昌艺专学习。1935年毕业于武昌艺专师范科。毕业后到上海学习印刷制版，同时半工半读，坚持学画。
1937年八一三事变，日军进攻上海，周令钊返回长沙，参加了湖南省抗敌画会，每周赶出一个画展，到街头和乡镇巡回展出。1937年抵达广州，参加“八·一三”歌咏队，在“八·一三”火炬大游行中画了两幅大画《挺起胸膛，按住疮伤，前进》、《起来，不愿做奴隶的人们》。1938年抵达武汉，进入国民政府军事委员会政治部宣传厅艺术处音乐美术科，参加了在武汉举办的“抗日宣传周”，参与创作武汉黄鹤楼《全民抗日》巨幅壁画。随后自武汉撤退到长沙，又被分配至国民政府军事委员会委员长桂林行营政治部宣传组。先后在该行营宣传组绘制抗日宣传画，在艺术馆画《国家至上》演出海报，在国艺社为《明末遗恨》、《梁红玉》设计舞台布景。“新中国剧社”成立后，周令钊参加该剧社，画话剧《大雷雨》海报。
当时“前方吃紧，后方紧吃”，大后方供应困难，田汉劝青年去抗战前方服务，1942年周令钊乃到柳州参加了抗敌演剧五队。其间，他参与演出反法西斯话剧《人兽之间》，设计了舞台布景，画海报，参加演唱《黄河大合唱》等中共抗日根据地歌曲。后随五队经昆明、大理、保山、芒市过宛町桥到缅甸，为中国远征军慰问演出。途中他演过《风波亭》、《丁大夫》等。他设计布景，饰演配角，并沿途写生。
1945年日本投降，周令钊离开缅甸经昆明抵达广州，在电影院画广告，又到香港画电影布景。1946年经长沙到武汉，在演剧六队为《夜店》以及田汉的《丽人行》设计布景。1947年到上海看望田汉，田汉让他先到上海育才学校美术组任教。任教期间，他和同学到上海农村写生，创作农村题材的绘画，并用组画、连环画画《武训传》，还在上海、杭州参加反饥饿反内战宣传。
1948年，周令钊经人介绍给徐悲鸿，被徐悲鸿聘至北平艺专实用美术系任教。1948年底，中国人民解放军包围北平，在北平艺专的中共地下党组织下，他参与创作了迎接解放的木刻宣传画，同北平艺专师生迎接解放军。1949年北平和平解放后，同年11月国立北平艺专与其他学校合并，1950年1月定名中央美术学院，徐悲鸿任院长。周令钊历任中央美术学院副教授、教授。1949年7月1日，徐悲鸿、廖静文夫妇为周令钊和陈若菊在府上主持婚礼。国共北平和谈在六国饭店举行，由周恩来主持，周令钊奉命带学生设计布置会场，周令钊画了戴红军帽栩栩如生的毛泽东像。
1949年10月1日前夕，周令钊奉命为中华人民共和国开国大典画悬挂在天安门的毛泽东像。中华人民共和国成立初期，他先后参与设计了中国新民主主义青年团团旗（1950年）、中国少年儿童队队旗（1950年刘易晏设计，周令钊美化），并参加了中华人民共和国国徽（1950年）的设计。
1950年起，每年“五一”、“十一”周令钊担任天安门前游行队伍中文艺队伍的美术设计。他参与设计并执笔绘制了“八一勋章”、“独立自由勋章”和“解放勋章”。1950年起，担任第二、三、四套人民币的美术设计。
自中华人民共和国初期到文革前，周令钊任中国邮票局艺术设计顾问，并负责具体的美术指导工作。文革后又任全国邮票设计评审委员。他参加了《中国共产党第八次全国代表大会》（1956年）等邮票的设计，自己设计了《胜利超额完成第一个五年计划》纪念邮票（1959年）、《中国文学艺术工作者第三次代表大会》邮票（1960年）、《第一届新兴力量运动会》邮票（1963年）、《壬戌年》生肖邮票（1982年）、《中国历代名楼》邮票（1987年）等众多中国人民邮政邮票。他设计的《中华人民共和国成立十周年》（第四组）（1959年）获最佳邮票设计奖。1997年设计了“炎帝陵”电话卡。
1951年，周令钊为中国革命历史博物馆创作了油画《五四运动》。1959年参加民族文化宫建筑的美术设计。1959年为人民大会堂湖南厅设计了毛泽东故居《韶山》湘绣屏风画稿。1963年为国家主席刘少奇访问印度尼西亚赠给苏加诺总统的国礼“友谊彩虹”苏绣绘制画稿。他为历届中华人民共和国全国运动会的开幕式、闭幕式设计了大型团体操背景画，并以第三届全国运动会的团体操背景画设计获国家颁发金质奖章。1980年代，为中华人民共和国最早的主题公园——深圳华侨城的“锦绣中华”和“民俗村”做总体艺术设计。另外，他还设计了“储蓄会徽”、中国少数民族文化艺术基金会会徽、中日友好医院院徽、中央财经大学校徽等。他创作了大量书刊封面、插图、招贴，例如《王贵与李香香》和《刘三姐》等的插图，程砚秋《荒山泪》、梅兰芳《洛神赋》、第26届世界乒乓球锦标赛等招贴画。
1959年，周令钊为中国革命历史博物馆中央大厅创作了金丝楠木立粉勾金重彩壁画《世界各国人民大团结》（与黄永玉的《中国各族人民大团结》壁画分别位于大厅两侧墙上，大厅正面墙上是张充仁创作的马恩列斯浮雕像）。另外，周令钊为新建的黄鹤楼设计制作了大型彩色陶板壁画《白云黄鹤》，为人民日报社办公楼创作了丙烯壁画《漓江迎宾》，为渤海石油设计院设计了陶瓷壁画，为深圳华侨村文化中心的防火幕设计了金属喷绘画，为浙江南浔绘制了《南浔水乡》长卷。2001年，周令钊为北京饭店创作了刻漆壁画《古都集翠》，为家乡湖南创作7幅画，为平江县创作壁画《深山邮情》、《春洒黄金堰》、《连云茶香》，为常德诗墙设计《沅江水暖》、《澧水花繁》两幅石刻长卷。2002年，周令钊为岳阳市南湖宾馆绘制丙烯壁画《春风又绿盘石洲》、《天下忧乐情满楼》。2003年，为人民大会堂设计大理石浮雕《松竹梅》。2005年创作《丽江古镇》长卷。2013年，94岁周令钊为北京地铁6号线朝阳门站陶瓷浮雕壁画《京东粮道》学用釉上彩开脸。2018年中国邮政《戊戌年》邮票由首轮狗票设计者周令钊设计。2019年，年过百岁的周令钊为北京地铁8号线剩余段前门站创作了壁画《绿水青山》。
2023年1月3日15时06分，周令钊在北京去世，享年104岁。

## 图集

中国人民政治协商会议会徽（1949年与张仃合作设计）
中华人民共和国国徽（1950年参与设计）
中国新民主主义青年团团旗（后为中国共产主义青年团团旗）（1950年）
中国少年儿童队队旗（后为中国少年先锋队队旗）（1950年刘易晏设计，周令钊美化）
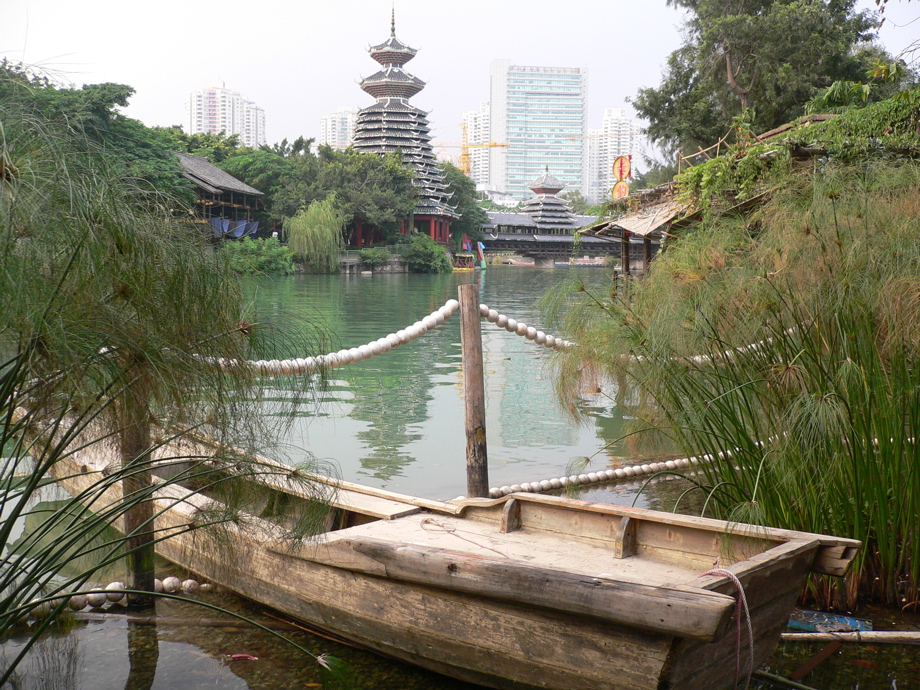
深圳锦绣中华
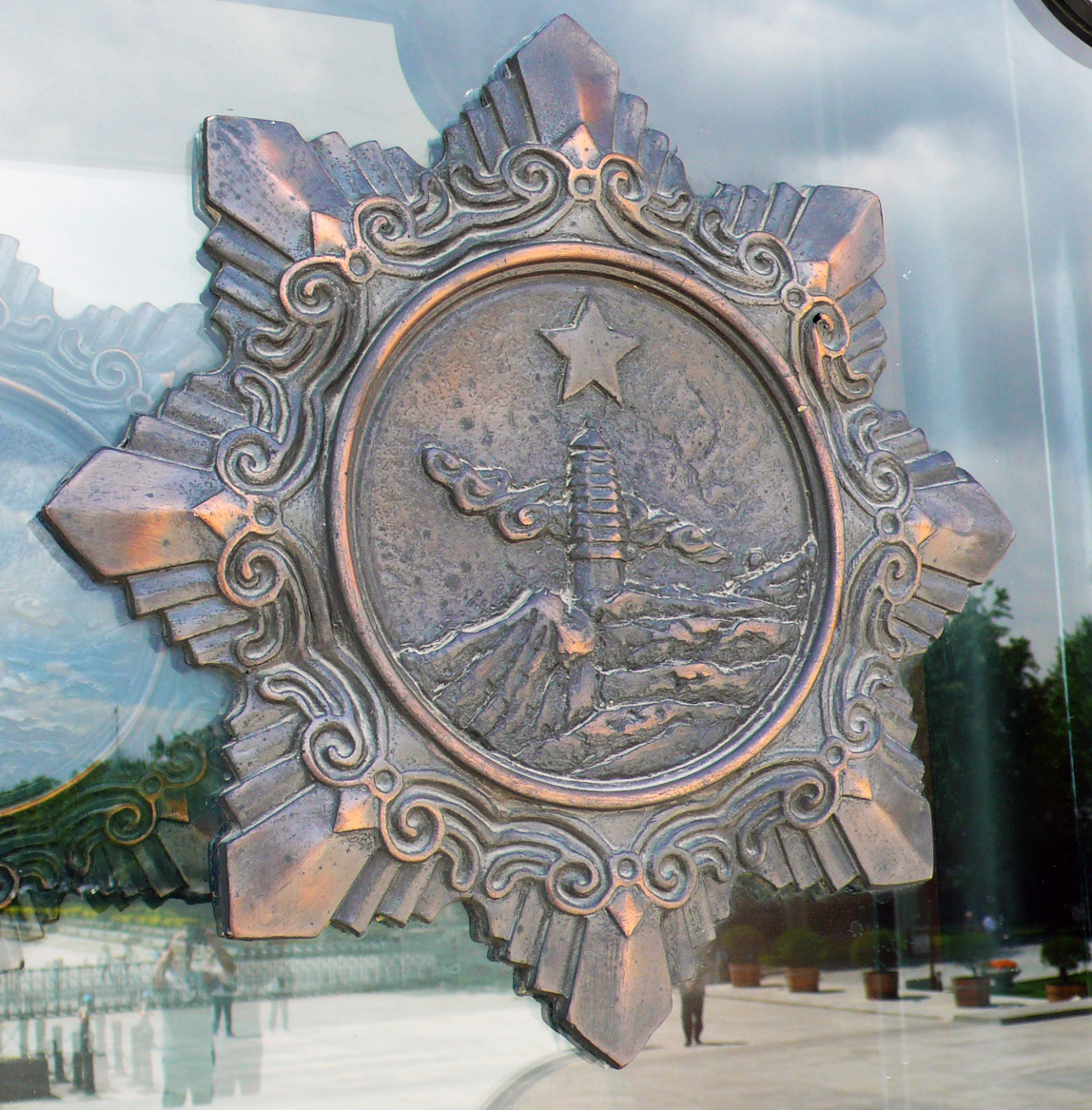
中国人民抗日战争纪念馆大门上的独立自由勋章图案，原勋章由周令钊设计

## 家庭
- 妻：陈若菊，工艺美术家
- 女儿：周容，清华大学美术学院教授
- 外甥：王受之，藝術中心設計學院终身教授